# Maritta Kersting
Maritta Kersting (* 17. Mai 1935 in Düsseldorf; † 12. Mai 2009 in Ratingen) war eine deutsche Lautenistin und Gitarristin.

## Leben
Kersting studierte Gesang bei Emmy Müller und Laute bei Walter Gerwig an der Kölner Musikhochschule sowie Gitarre bei Karl Scheit in Wien. Danach konzertierte sie mit dem Studio für Alte Musik. 1969 wurde sie Dozentin am Düsseldorfer Konservatorium. 1973 wurde sie zur Professorin für Gitarre ernannt. Zu ihren Schülern gehörten Reinbert Evers und Dieter Kreidler. 1993 erhielt sie die Ehrenurkunde der Landesregierung Nordrhein-Westfalen. Außerdem war sie Herausgeberin barocker Werke Johann Sebastian Bachs und John Dowlands bei Gitarre & Laute und der Edition Nogatz.